# David Chisum
David Chisum (nascido em 5 de fevereiro de 1971) é um ator norte-americano, que retratou Miles Laurence na soap opera da ABC Daytime, One Life to Live, de 9 de fevereiro de 2007 a 22 de abril de 2008.
David e Rebecca Staab estrelaram em oito webisódios de 35 segundos de exibição a cada semana durante a sexta temporada da série televisiva da ABC, Desperate Housewives.
David nasceu em Livonia, no Michigan e criado em Fullerton, na Califórnia. Ele e sua esposa Aishah são pais de um filho, Aiden, e uma filha, Zoie. David também estrelou no último episódio de iCarly, "iGoodbye", interpretando o coronel Steven Shay, o pai de Carly e Spencer.